# Bulcsú László

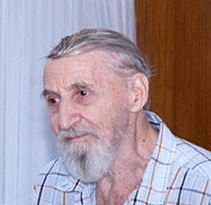
Bulcsú László

Bulcsú László (* 9. Oktober 1922 in Čakovec; † 4. Januar 2016 in Zagreb) war ein jugoslawischer bzw. kroatischer Sprachwissenschaftler, Informationswissenschaftler, Schriftsteller und Übersetzer. Er sprach mehr als 40 Sprachen. Aufgrund seiner Schaffung von zahlreichen Neologismen und Verteidigung des sprachlichen Purismus wird er als „kroatische Šulek unserer Zeit“ bezeichnet.

## Werke
- An information science approach to Slavic accentology (1986) (University of Chicago, Department of Slavic Languages and Literatures), Buch[4][5]
- Broj u jeziku (1990) Beitrag
- Informacijske znanosti i znanje (1990)
- Mušnammir gimillu (1990) Beitrag
- Obrada jezika i prikaz znanja (1993)
- Tvorbeni pravopis (1994) Beitrag
- Uz prievod Puškinova Spomenika (1994) Beitrag
- Englezko-hrvatski Hrvatsko-englezki rječnik obavjesničkoga nazivlja[6] (1994) (unveröffentlichte Englisch-Kroatisch Wörterbuch wissenschaftlichen)
- Sedam priep'ieva (1996) Beitrag
- Bilježka o književnome naglasku hrvatskome (1996) Beitrag
- Ilias (1997) (Übersetzung aus dem homerischen Griechisch zum Kroatisch)
- Trava od srca (2000) (Übersetzung aus dem Akkadisch zum Kroatisch)
- I tako se kola kretoše koturati nizbrdo[7] (2001) Beitrag
- Iz glasoslovlja opće međimurštine (2002) Beitrag
- Croato-Hungarica (2002)
- Hrvatski ili hrvacki pravopis? (2004) Beitrag
- Tuđinština u jeziku hrvatskomu[8] (2004) Beitrag
- Hvalospjev suncu (2012) (Übersetzung aus dem Akkadisch zum Kroatisch)[9][10]